# Никифор Комнін (великий друнгарій)
Никифор Комнін (бл.1062 — після 1136) — державний діяч Візантійської імперії.

## Життєпис
Походив зі знатного роду Комнінів. Молодший син Іоанна Комніна, доместіка схол Заходу, та Анни Далассени. Народився близько 1062 року. разом із братом Адріаном здобув блискучу освіту. 1081 року після сходження брата Олексія на імператорський трон Никифор Комнін отримав титул себаста та великого друнгарія флоту, тобто другою посадою після мегадукса. Фактично керівництво флотом здійснював Евстафія Кимінеян.
Після 1087 року призначається друнгарієм вігли (частини імператорської охорони). Втім більшу частину життя проводив в імператорському палаці, не виявивши якогось хисту до військової або державної справи.

## Родина
- Анна, дружина Григорія Пакуріана Молодшого, дуки діррахіума
- Олексій, себаст